# Kranj
Kranj (niem. Krainburg) – czwarte pod względem wielkości miasto w Słowenii, położone 20 km na północny zachód od Lublany, w Górnej Krainie. W 2018 roku liczyło 37 313 mieszkańców.
Miasto ma tradycje w przemyśle oponiarskim i elektronicznym (Gorenjske elektrarne, Iskraemeco, Iskratel, Sava). Ma zachowane stare centrum miasta powyżej ujścia rzek Kokra i Sawa.
Znane jest także jako miasto sportu, które ma bogatą bazę sportową. Znajduje się tu boisko do piłki nożnej ze sztuczną i naturalną trawą, korty tenisowe, boiska do koszykówki oraz baseny: kryty i odkryty, a także sztuczna ściana wspinaczkowa na której wielokrotnie odbywały się zawody o randze ogólnoeuropejskiej. Jest siedzibą takich klubów sportowych jak:
- KK Triglav Kranj
- NK Triglav Kranj
- OK Triglav Kranj
- SK Triglav Kranj

W mieście jest stacja kolejowa Kranj.

## Galeria

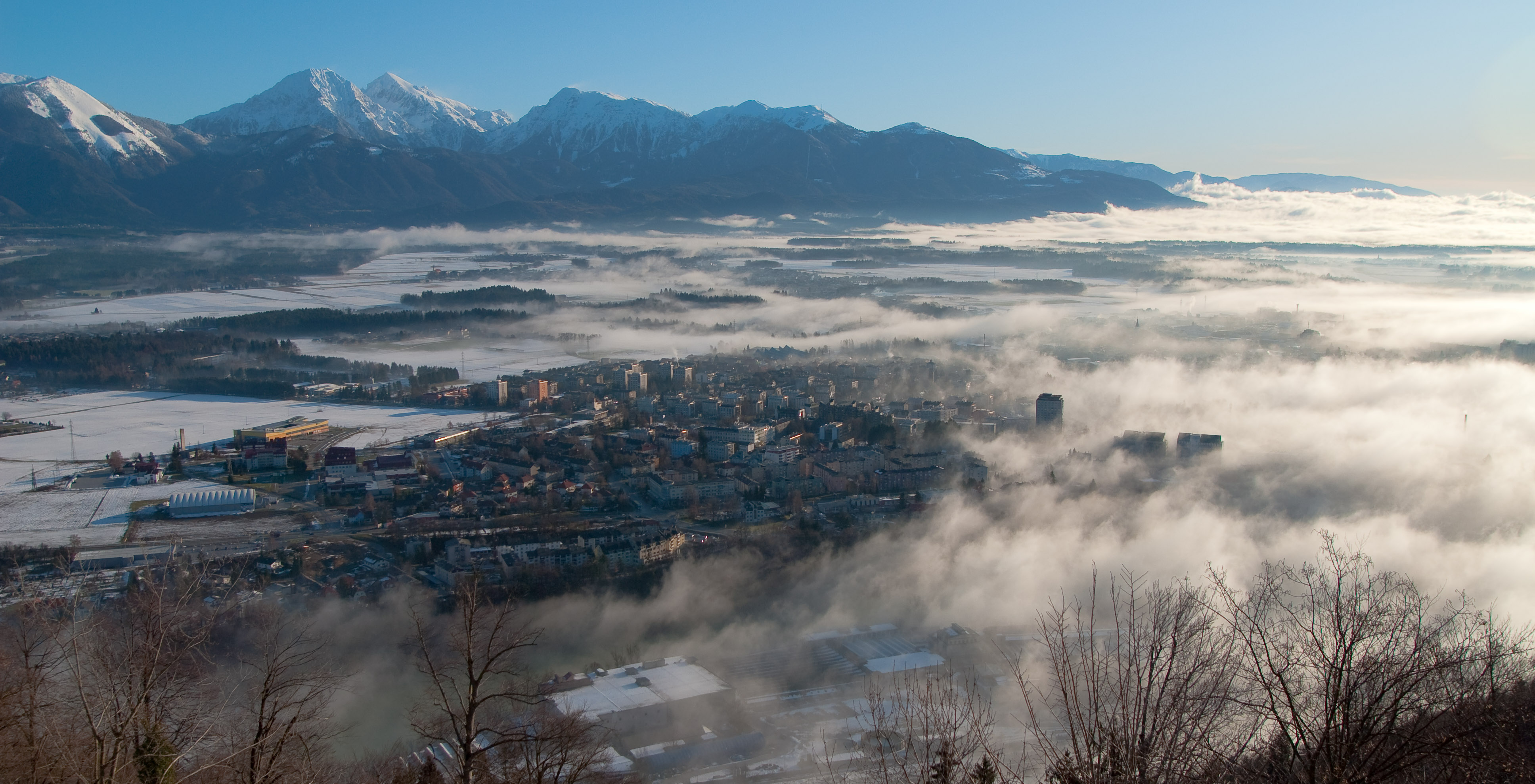
Kranj na tle Alp Kamnickich (Alp Sawińskich)
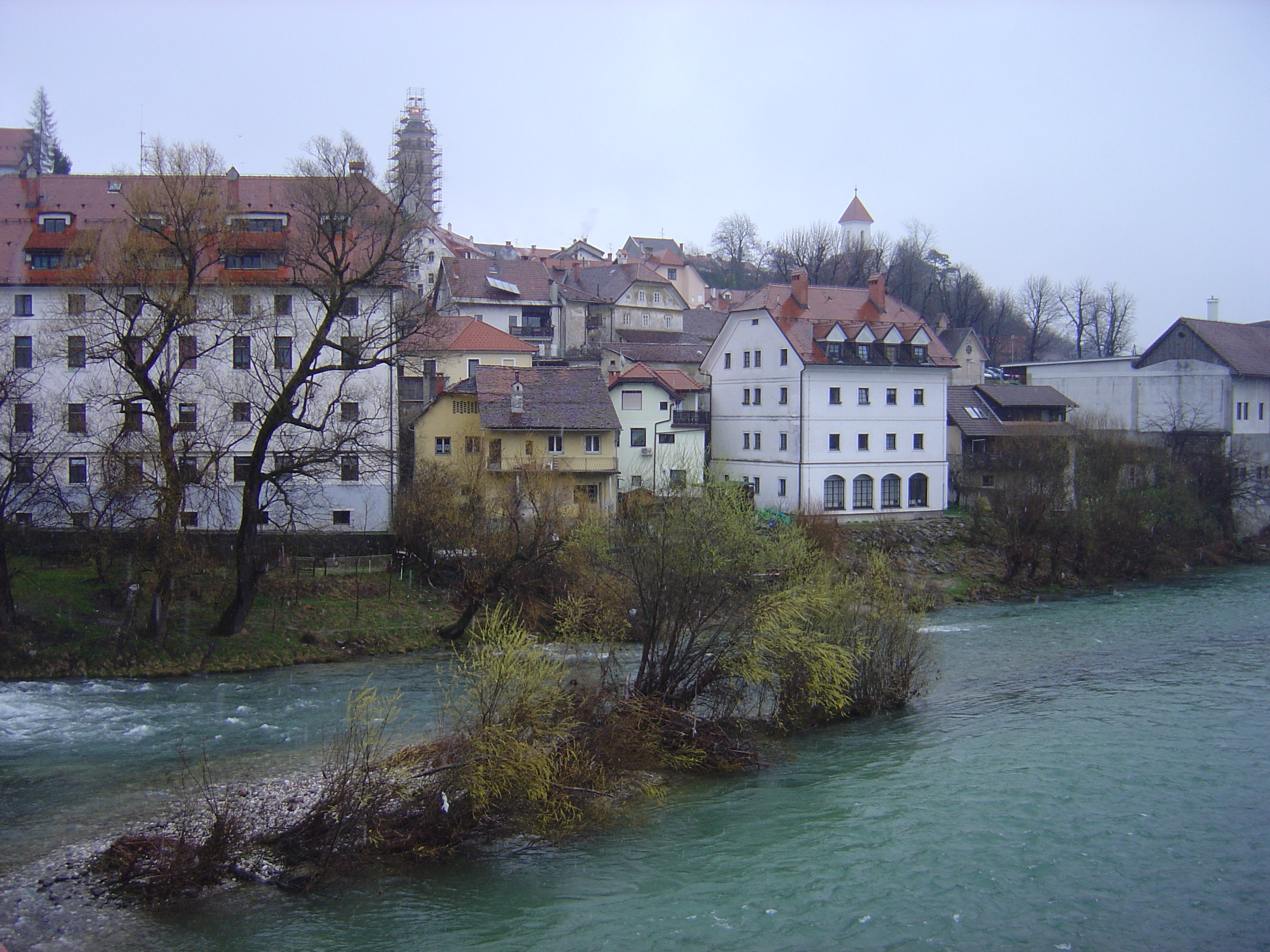
Sawa przepływająca przez miasto
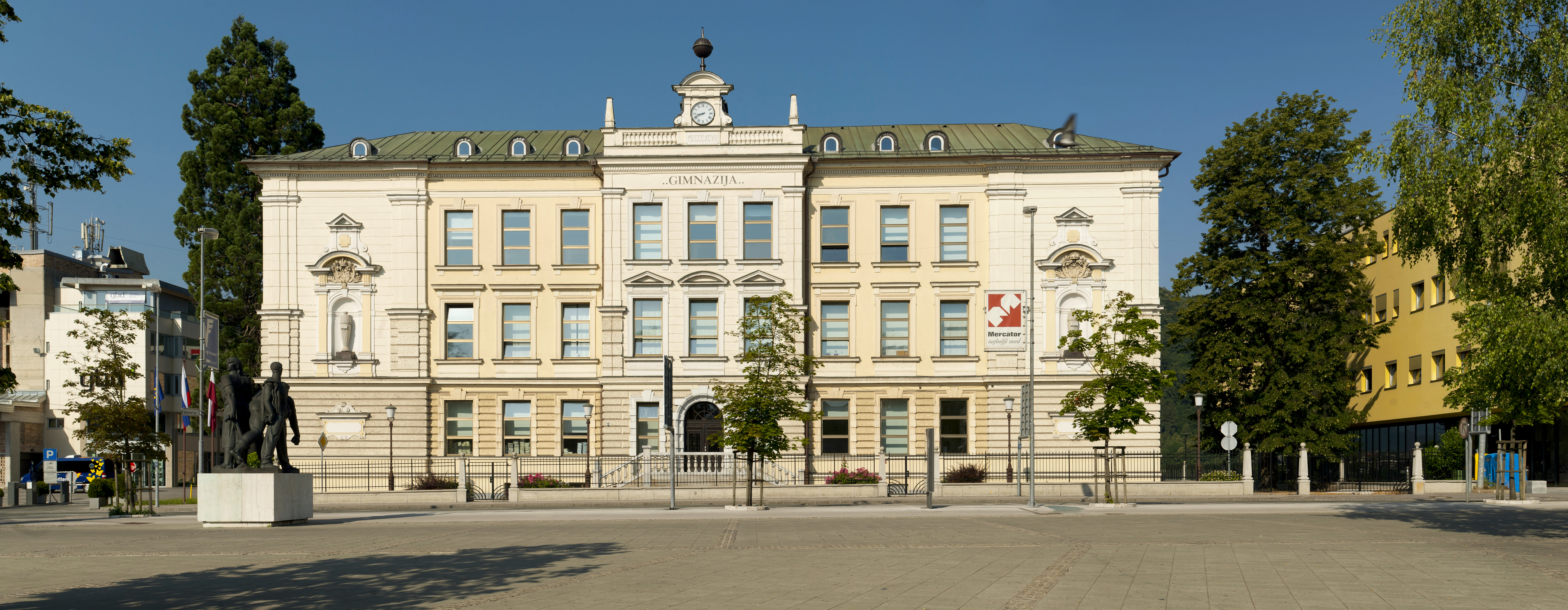
Szkoła średnia w Kranju (Gimnazija v Kranju)
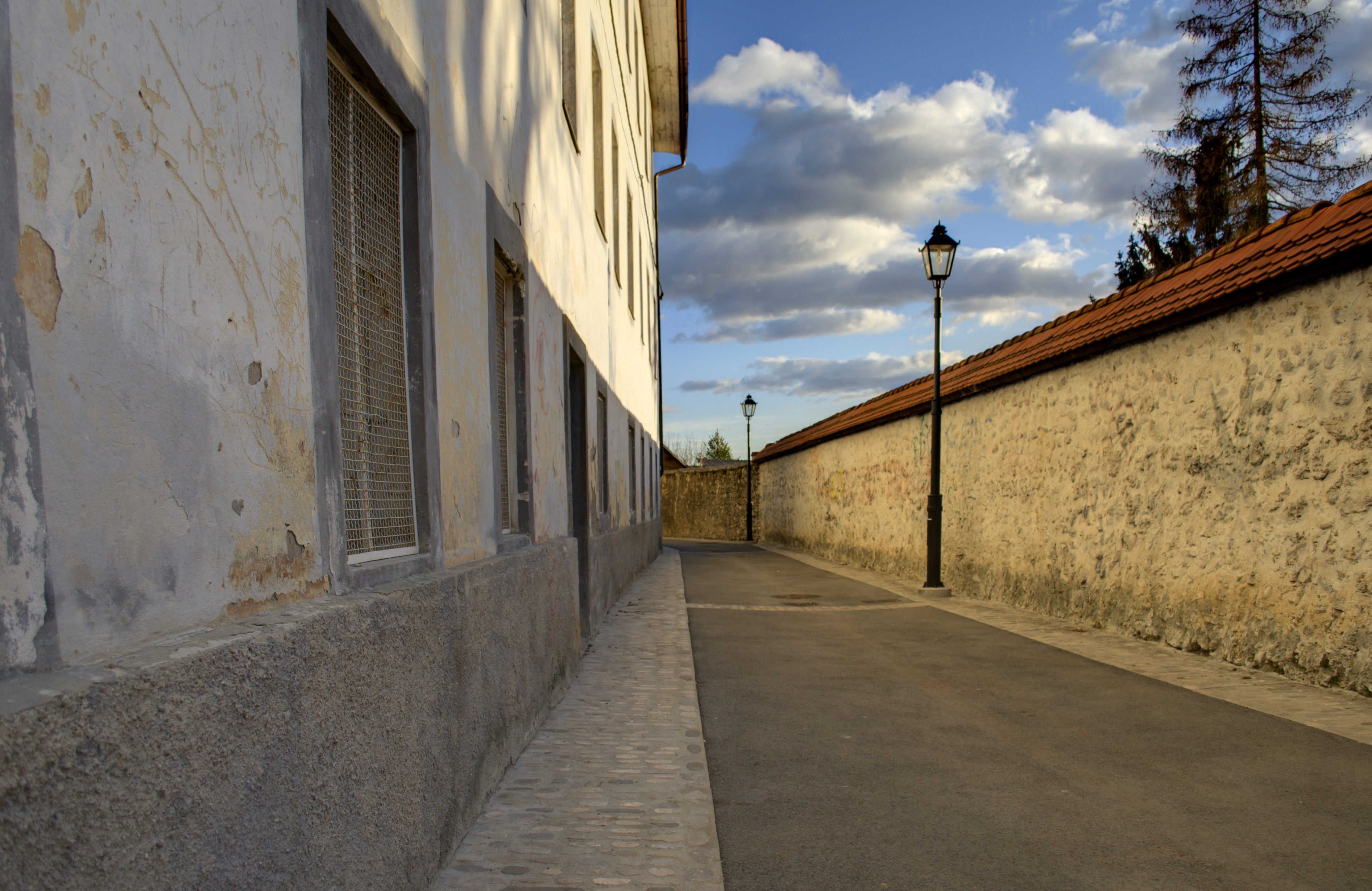
ulica Cankarjeva
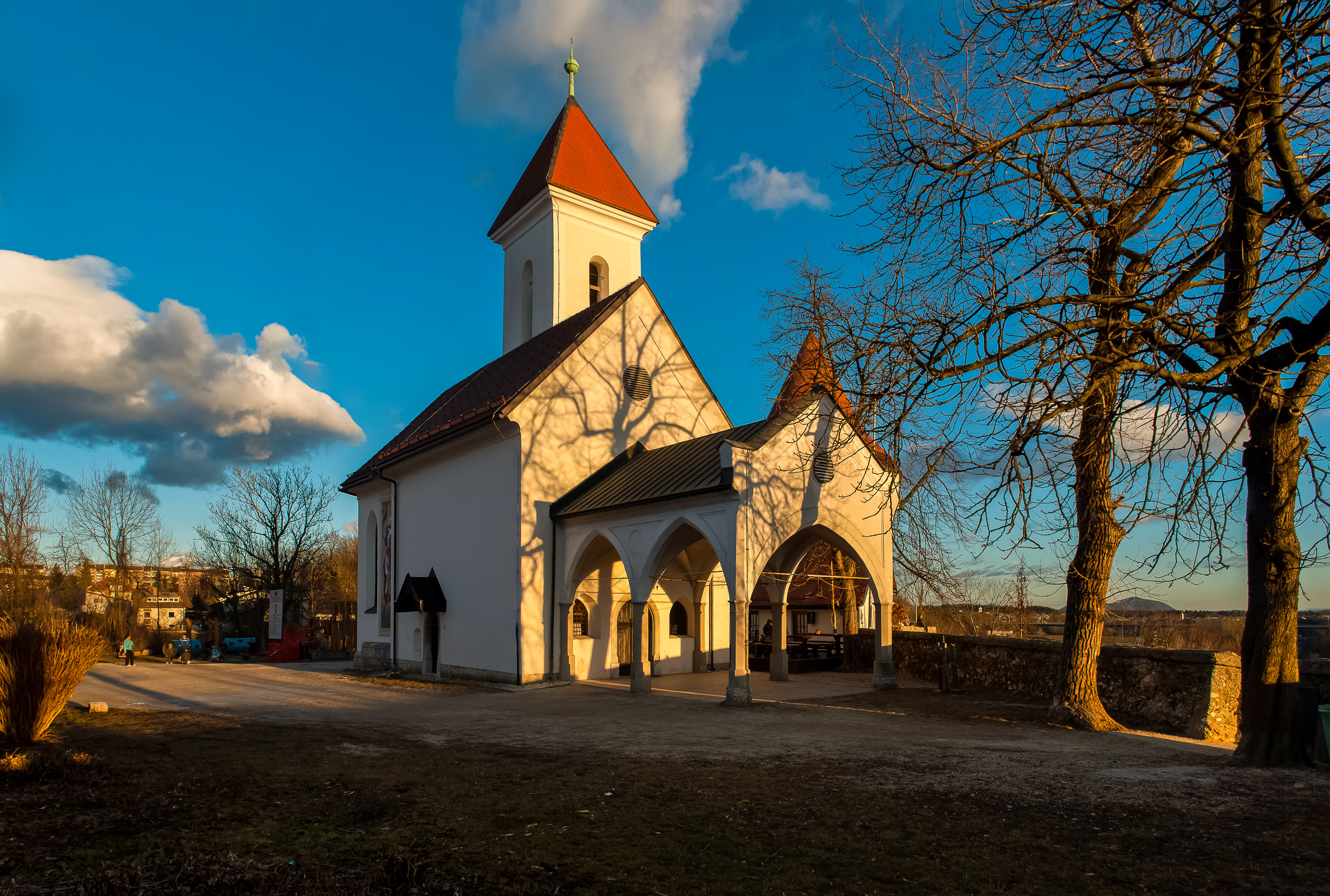
Kościół św. Rocha

## Miasta partnerskie
- Oldham, Wielka Brytania
- La Ciotat, Francja
- Pula, Chorwacja
- Herceg Novi